# Corneille d'Hispaniola
Corvus leucognaphalus
Espèce
Statut de conservation UICN

 VU A2cd;B1ab(i,ii,iii,v);C2a(i) : Vulnérable
La Corneille d'Hispaniola (Corvus leucognaphalus), est une espèce d'oiseaux de la famille des Corvidae.
C'est la plus grande espèce de corneilles des Caraïbes. Deux autres espèces, la Corneille de Cuba (Corvus nasicus) et la Corneille de Jamaïque (Corvus jamaicensis) semblent lui être très fortement apparentées et partagent plusieurs caractéristiques morphologiques avec elle. La quatrième espèce de la région, la Corneille palmiste (Corvus palmarum) semble être arrivée plus tard (du moins du point de vue de l’évolution).
Cette corneille est un oiseau trapu que l’on trouve principalement sur la large île d’Hispaniola qui comprend les pays d’Haïti et de la République dominicaine. On la rencontrait également sur Porto Rico mais elle est maintenant considérée comme éteinte sur cette île depuis le début du XXe siècle à cause de la chasse et de la déforestation. On la trouve aussi bien dans des forêts de plaines ou de montagnes et à la différence de la Corneille de Cuba on ne la rencontre jamais sur des terres défrichées pour l’agriculture. Elle vole souvent au-dessus de la canopée plane parfois, ce qui n’a jamais été observé chez la Corneille des palmiers.
La Corneille d’Hispaniola est intégralement noire, avec des reflets bleu-violet à la lumière. Son long bec noir s’incurve légèrement à son extrémité. Les poils nasaux ne couvrent pas parfaitement les narines, à la différence des autres espèces de ce genre. Il y a une zone de peau nue gris foncé derrière ses yeux et à la base de la mâchoire inférieure. L’iris est rouge ocre et les pattes sont noires. Sa nourriture est similaire à celle des autres corvidés vivant en forêt avec une grande quantité de fruits ainsi que des invertébrés. Des petits vertébrés peuvent être retrouvés dans leur estomac comme de petites grenouilles et des oisillons. On pense également que les œufs d’oiseaux sont consommés lorsqu’il les rencontre.
Le nid est bâti dans un grand arbre pour le peu qu’on en sait.